# Jean-Yves Théberge
Jean-Yves Théberge, né le 17 septembre 1937, est un poète, journaliste, conférencier et écrivain québécois,.

## Biographie
Jean-Yves Théberge étudie en sciences politiques à l'Université d'Ottawa.
Jusqu'en 1995, il est ensuite conseiller pédagogique à la commission scolaire de Saint-Jean-Sur-Richelieu. Là-bas, il fait la rencontre de Gatien Lapointe, qui l'initie à la poésie, et avec qui il commence une correspondance,.
Il est le fondateur de la Bibliothèque centrale de prêt de l'association du personnel des services documentaires scolaires ainsi que cofondateur des Éditions Mille roches, où il publie quelques titres. De 1963 à 1976, il tient la chronique littéraire de l'hebdomadaire Le Canada français.
Dans son anthologie Vin et poésie, l'artiste marie ses deux passions : la poésie et le vin. Pour lui, « parler de vin, c'est assurément parler de poésie, d'histoire, de société, d'amour, etc. ». Son recueil regroupe donc des textes qui vendent les plaisirs de cette boisson et d'autres qui les condamnent. Ses chroniques sur le vin paraissent également dans les revues Le Canada français, Plaisir de vivre ainsi que La Barrique.
En 1996, il participe à un livre d'artistes mariant poèmes et gravures intitulé Xylon deux, le bois. L'œuvre contient de ses textes inédits, en plus de ceux de Roland Giguère, Jacques Brault, Michèle Lalonde et bien d'autres. Le livre a également fait l'objet d'une exposition à la Bibliothèque nationale du Québec en 1997.
Il est membre de l'Union des écrivaines et des écrivains québécois.

## Œuvres

### Poésie
- Entre la rivière et la montagne, Montréal, Éditions du Jour, coll. « Les poètes du jour », 1969, 76 p.
- Saison de feu, Montréal, Éditions du Jour, coll. « Les poètes du jour », 1972, 68 p.
- De temps en temps, illustrations de Susan Savard, Montréal, Éditions du Noroît, coll. « L'instant d'après », 1978, 77 p.  (ISBN 0885240308).
- ...À pieds dans le vieux Saint-Jean, Saint-Jean-Sur-Richelieu, Éditions Mille roches, 1978, 119 p.  (ISBN 0885850068).
- La mise en chair, suivi de Les vesses-de-loup, gravures de Vincent Théberge, Montréal, Éditions du Noroît, 1983, 76 p.  (ISBN 2890180824).
- Si j'étais une montgolfière, illustrations de Marie-Andrée Lestage, Saint-Jean-Sur-Richelieu, Éditions Mille roche, 1988, 35 p.
- L'un et l'autre, Montréal, Éditions du Noroît, 1992, 64 p.  (ISBN 2-89018-248-7).
- Vin et poésie, Trois-Rivières/Chaillé-sous-les-Ormeaux, Écrits des Forges/Le Dé Bleu, 2001, 111 p.  (ISBN 2-89046-623-X, 2-84031-150-X et 9782890466234).
- Les chemins aveugles, Montréal, Les Écrits Francs, 2009, 56 p.  (ISBN 978-2-9809424-4-0).
- Le vigneron et le poète, Montréal, Les Écrits Francs, 2012, 162 p.  (ISBN 978-2-9809424-7-1).

### Jeunesse
- Touriste déçu, illustrations de Jean-Pierre Lavaill, Saint-Jean-Sur-Richelieu, Éditions du Richelieu, coll. « Clopin Clopant, soldat de fortune », 1970, 16 p.
- N'est pas bûcheron qui veut, illustrations de Jean-Pierre Lavaill, Saint-Jean-Sur-Richelieu, Éditions du Richelieu, coll. « Clopin Clopant, soldat de fortune », 1970, 16 p.
- Sentinelle de choc, illustrations de Jean-Pierre Lavaill, Saint-Jean-Sur-Richelieu, Éditions du Richelieu, coll. « Clopin Clopant, soldat de fortune », 1970, 16 p.
- La glace est rompue, illustrations de Jean-Pierre Lavaill, Saint-Jean-Sur-Richelieu, Éditions du Richelieu, coll. « Clopin Clopant, soldat de fortune », 1970, 16 p.
- Escale à Percé, illustrations de Jean-Pierre Lavaill, Saint-Jean-Sur-Richelieu, Éditions du Richelieu, coll. « Clopin Clopant, soldat de fortune », 1970, 16 p.
- Trappeur sans peur, illustrations de Jean-Pierre Lavaill, Saint-Jean-Sur-Richelieu, Éditions du Richelieu, coll. « Clopin Clopant, soldat de fortune », 1970, 16 p.
- Le Gros chat de fer et de feu, avec Marie-Andrée Lestage, Saint-Jean-Sur-Richelieu, Éditions Mille Roches, coll. « Mille roches jeunesse », 1987, 30 p.

### Collaborations
- Histoire de l'homme - guide à l'intention des maîtres, avec Yves Choquette et Ronald Tougas, Montréal, Éditions du Renouveau pédagogique, 1971, 76 p.
- Terre de Québec, avec Marcel Colin, Montréal, Éditions du Renouveau pédagogique, 1973, 67 p.
- Tout au long du fleuve, avec Marcel Colin, Montréal, Éditions du Renouveau pédagogique, 1972, 69 p.
- Marche à l'amour, avec Marcel Colin, Montréal, Éditions du Renouveau pédagogique, 1976, 83 p.
- La MRC du Haut-Richelieu - d'hier à aujourd'hui, avec Réal Fortin, Saint-Jean-Sur-Richelieu, Éditions Mille roches, 1984, 87 p.  (ISBN 2890870189).
- Xylon deux, le bois, collectif, Montréal, Xylon Québec, 1996.

### Autres
- L'École professionnelle des métiers : 1941-1981, Saint-Jean-Sur-Richelieu, Commission scolaire régionale Honoré-Mercier, 1981, 55 p.
- Le Haut-Richelieu : nouvelle bibliographie, Saint-Jean-Sur-Richelieu, Musée du Haut-Richelieu, 2003, 113 p.  (ISBN 2-9803383-4-6).